# Parectopa robiniella
Parectopa robiniella, auch als Robinien-Blatttütenfalter bezeichnet, ist ein Kleinschmetterling aus der Familie der Miniermotten (Gracillariidae). 

## Merkmale
Die Vorderflügel der Falter sind im vorderen Bereich dunkelbraun gefärbt mit weißen Querbändern. Der hintere Bereich der Vorderflügel ist hellbeige. Die hinteren Flügel sind hellbeige gefärbt und besitzen einen unweit der Flügelvorderkante verlaufenden dunklen Längsstrich. Die Flügelspannweite beträgt etwa 5 mm. Der Kopf ist weiß behaart. Die weißen Beine weisen dunkle Bänder auf. In Ruhestellung sind die Beine abgespreizt und die Vorderflügel bilden ein Dach.

## Verbreitung
Parectopa robiniella ist in der Nearktis heimisch. Um das Jahr 1970 wurde die Art in Europa eingeschleppt. Sie breitete sich von Italien nach Norden aus und erreichte 1971 das Tessin. Ihr Verbreitungsgebiet in Europa erstreckt sich im Wesentlichen über Mitteleuropa. Auf den Britischen Inseln, in Skandinavien und im äußersten Süden Europas ist die Art noch nicht vertreten.

## Lebensweise
Die Art bildet bis zu drei Generationen pro Jahr aus. Die Schmetterlinge fliegen ab Ende Mai/Anfang Juni. Die Art ist auf die Gewöhnliche Robinie (Robinia pseudacacia) als Wirtspflanze spezialisiert, auf deren Blattoberseite die Raupen minieren. Zur Verpuppung bilden sie auf der Blattunterseite ein längliches, 
weißes Gespinst.

## Bilder

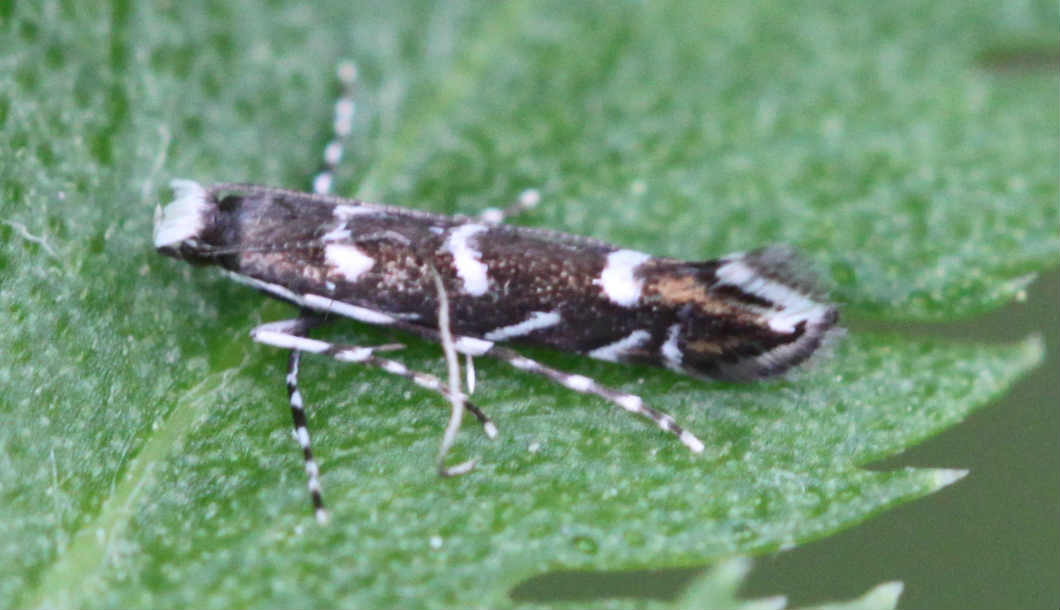
Seitenansicht
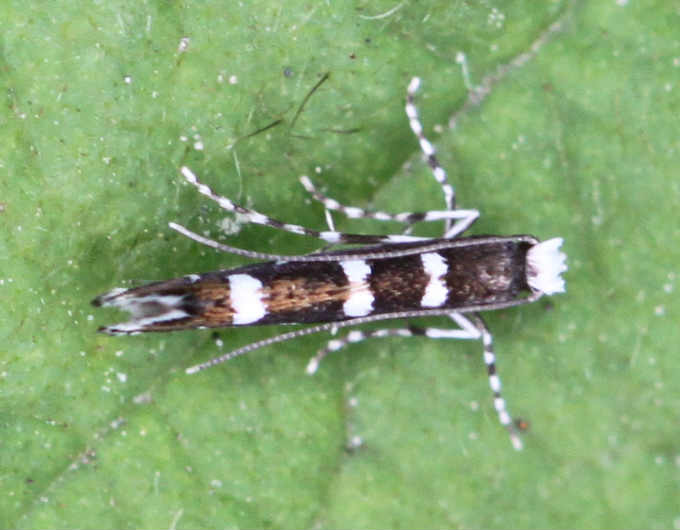
Dorsalansicht
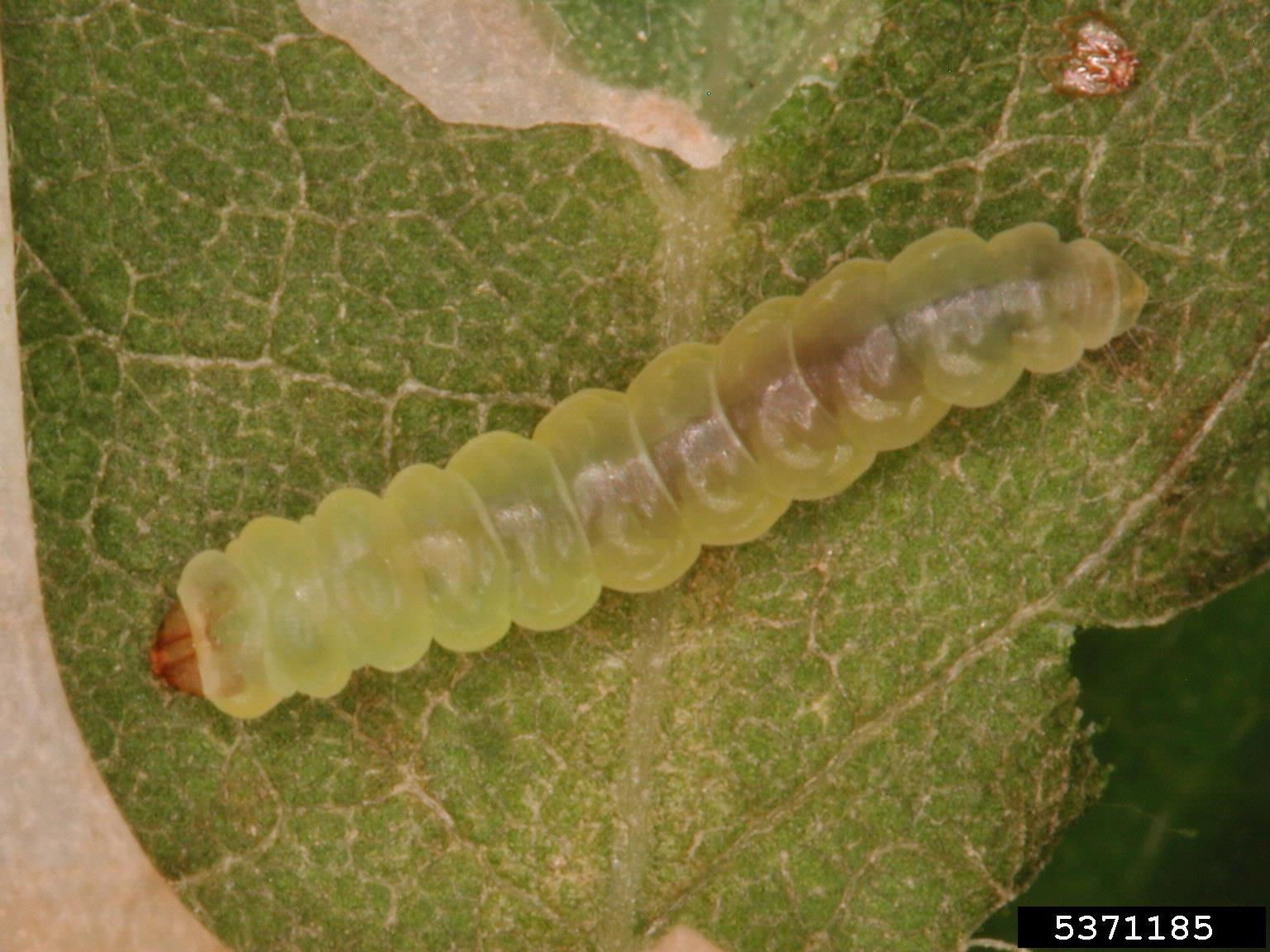
Raupe
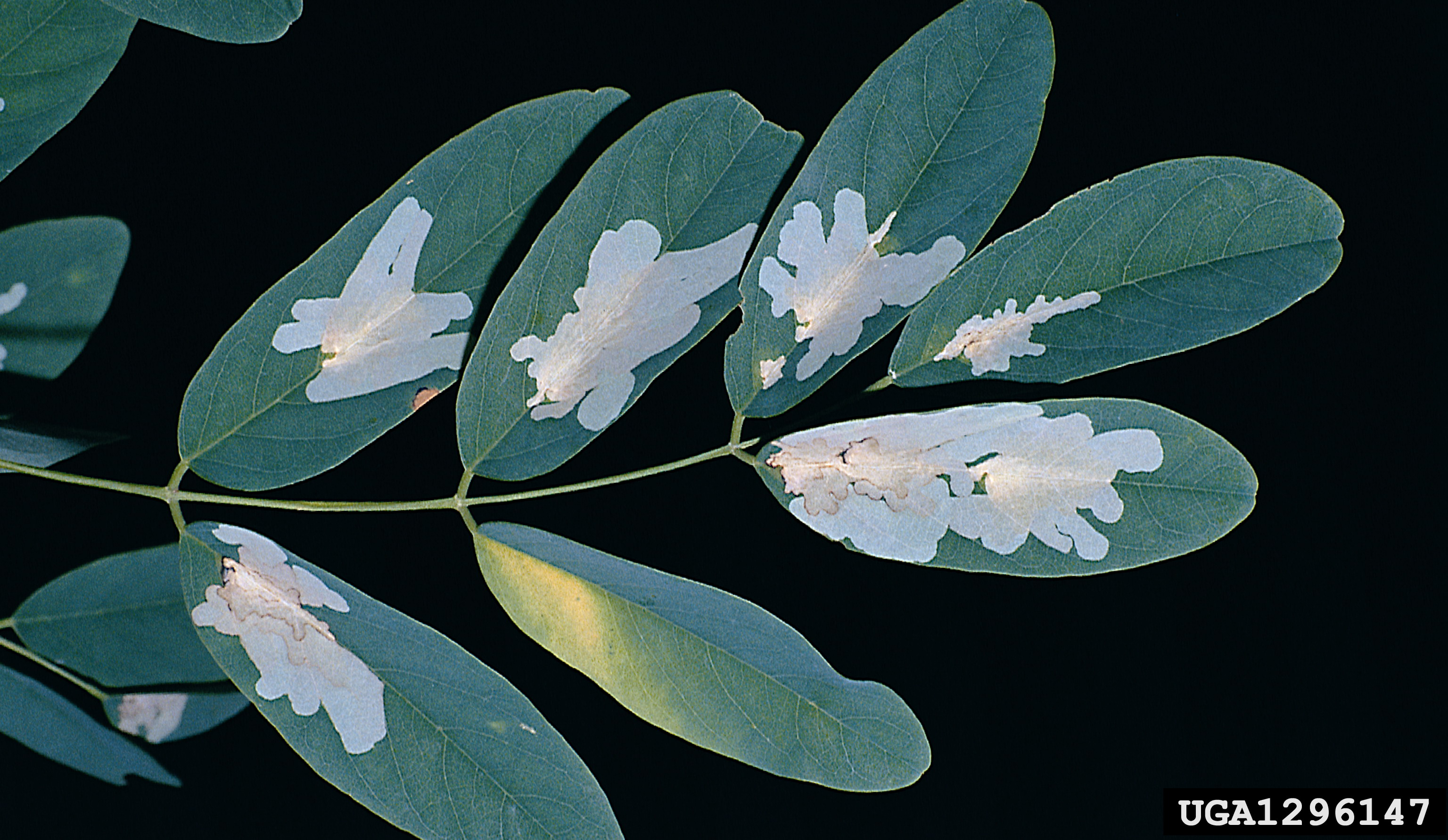
Minen von Parectopa robiniella auf der Blattoberseite einer Robinie